# 信楽古陶館
信楽古陶館（しがらきことうかん）は、滋賀県甲賀市信楽町勅旨に存在した陶磁器専門の私立美術館。六古窯の一つである信楽焼を中心とする展示を行っていた。

## 概要
奈良時代の開窯より現代まで伝わる「信楽焼」の歴史の紹介と後世への継承を主たる目的として、信楽焼の産地である滋賀県甲賀市信楽町の、滋賀県立陶芸の森の隣地に1991年（平成3年）に開館した。
運営管理は丸克製陶所で、信楽焼古陶愛好会から寄贈された古信楽（中世以前に焼成されたもの）等をコレクションの中心とする。
2013年に事業主体の製陶所が破産したことにより閉鎖された。

## 跡地
閉館後建物等は放置されていたが、2019年になって甲賀市が敷地を買収した。その後市から土地の譲渡を受けた滋賀県により老朽化していた滋賀県立信楽窯業技術試験場の移転用地となり、現在は同試験場が位置している。

## 施設
- 第1展示室 - 中世の信楽展
- 第2展示室 - 近世の信楽展

## 利用情報
- 休館日 - 無休
- 開館時間 - 9:00 - 17:00

## 交通アクセス
- 信楽高原鐵道 信楽駅 徒歩15分、または信楽高原バスで5分徒歩すぐ
- 石山駅から帝産バスで約60分、「陶芸の森」下車、徒歩1分

## 周辺
- 滋賀県立陶芸の森（隣接）